# Game Freak
Game Freak, Inc. (株式会社ゲームフリーク, Kabushiki gaisha Gēmu Furīku) est une société japonaise de développement de jeux vidéo fondée le 26 avril 1989 à Tokyo. Elle est notamment à l'origine des jeux de la série Pokémon.

## Historique
Fondée le 26 avril 1989 par Satoshi Tajiri, Game Freak sort Mendel Palace (Quinty au Japon) la même année sur Nintendo Entertainment System (NES). En 1991, sortent Mario and Yoshi sur NES, et Smart Ball sur Super Nintendo.
Le 27 février 1996, la société sort les premières versions des jeux Pokémon : Pocket Monsters Vert  et Rouge, puis Pocket Monsters Bleu, une version améliorée graphiquement, en octobre 1997. Pokémon Rouge et Bleu sort ensuite en Amérique du Nord en septembre 1998 et en Europe en octobre 1999.
Pokémon Jaune, une version de Pokémon Rouge et Bleu adaptée au dessin animé Pokémon, sort en septembre 1998 au Japon. Les épisodes suivants sur Game Boy Color et Game Boy Advance suivent le même principe en sortant d'abord deux épisodes avec des différences peu importantes puis un troisième épisode reprenant les deux autres : Pokémon Or et Argent avec Pokémon Cristal sur Game Boy Color, Pokémon Rubis et Saphir avec Pokémon Émeraude sur Game Boy Advance, Pokémon Diamant et Perle avec Pokémon Platine sur Nintendo DS, puis Pokémon Noir et Blanc sur Nintendo DS et la suite de ceux-ci : Pokémon Noir 2 et Blanc 2 sur Nintendo DS sortis le 2 juin 2012 au Japon et le 12 octobre 2012 pour l'Amérique et l'Europe.
Sur Game Boy Advance, Game Freak sort Pokémon Rouge Feu et Vert Feuille en 2004, une version améliorée des deux premiers épisodes sur Game Boy. En septembre 2009, la société sort au Japon des remakes de Pokémon Or et Argent : Pokémon Or HeartGold et Argent SoulSilver, édités en Occident en 2010. Ces jeux sont accompagnés d'un podomètre (Pokéwalker).
Le 7 mai 2014, Nintendo annonce par une vidéo diffusée sur YouTube les remakes de Pokémon Rubis et Saphir : Pokémon Rubis Oméga et Saphir Alpha qui sortent sur Nintendo 3DS le 21 novembre 2014 au Japon et en Amérique, et le 28 novembre 2014 en Europe.
Le 26 février 2016, Nintendo annonce par une vidéo diffusée sur YouTube les jeux Pokémon Soleil et Lune, qui sortent sur Nintendo 3DS le 18 novembre 2016.
Le 6 juin 2017, Nintendo annonce par un Pokémon direct diffusé sur YouTube les jeux Pokémon Ultra-Soleil et Ultra-Lune, qui sortent sur Nintendo 3DS le 17 novembre 2017 dans le monde.
Le 30 mai 2018, Nintendo annonce Pokémon Let's Go, Pikachu et Let's Go, Évoli qui sortent le 16 novembre 2018.
Le 14 septembre 2018, Nintendo annonce lors de son direct que Game Freak travaille sur un titre, nommé Little Town Hero, qui sort en 2019.
Le 13 octobre 2024, Game Freak a subi un piratage massif qui a entraîné une fuite de données sensibles. Ce piratage, connu sous le nom de Teraleak, a révélé des informations sur plusieurs projets en cours, y compris la dixième génération de Pokémon, désignée en interne comme Gaia, ainsi que des détails sur un projet multijoueur potentiel appelé Synapse,.

## Jeux
| Année | Titre                                               | Plate(s)-forme(s)                                | Éditeur(s)                             |
| ----- | --------------------------------------------------- | ------------------------------------------------ | -------------------------------------- |
| 1989  | Mendel Palace                                       | Famicom / Nintendo Entertainment System          | Hudson Soft (États-Unis) Namco (Japon) |
| 1991  | Smart Ball                                          | Super Famicom / Super NES                        | Sony                                   |
| 1991  | Yoshi                                               | Famicom / Nintendo Entertainment System Game Boy | Nintendo                               |
| 1992  | Magical Tarurūto-kun                                | Mega Drive                                       | Sega                                   |
| 1993  | Mario and Wario                                     | Super Famicom / Super NES                        | Nintendo                               |
| 1994  | Nontan to Issho! Kuru-Kuru Puzzle                   | Game Boy                                         | Victor Interactive                     |
| 1994  | Pulseman                                            | Mega Drive                                       | Sega                                   |
| 1996  | Pocket Monsters Vert et Rouge                       | Game Boy                                         | Nintendo                               |
| 1996  | Pocket Monsters Bleu                                | Game Boy                                         | Nintendo                               |
| 1996  | Bazaar de gosaaru no Game de gosaaru                | PC-Engine                                        | NEC                                    |
| 1997  | BUSHI Seiryūden: Futari no Yūsha                    | Super Famicom / Super NES                        | Sony                                   |
| 1998  | Pokémon Rouge et Bleu                               | Game Boy                                         | Nintendo                               |
| 1998  | Pokémon Jaune                                       | Game Boy                                         | Nintendo                               |
| 1999  | Click Medic                                         | PlayStation                                      | Sony                                   |
| 1999  | Pokémon Or et Argent                                | Game Boy                                         | Nintendo                               |
| 2000  | Pokémon Cristal                                     | Game Boy Color                                   | Nintendo                               |
| 2002  | Pokémon Rubis et Saphir                             | Game Boy Advance                                 | Nintendo The Pokémon Company           |
| 2004  | Pokémon Rouge Feu et Vert Feuille                   | Game Boy Advance                                 | Nintendo The Pokémon Company           |
| 2004  | Pokémon Émeraude                                    | Game Boy Advance                                 | Nintendo The Pokémon Company           |
| 2005  | Drill Dozer                                         | Game Boy Advance                                 | Nintendo                               |
| 2006  | Pokémon Diamant et Perle                            | Nintendo DS                                      | Nintendo The Pokémon Company           |
| 2008  | Pokémon Platine                                     | Nintendo DS                                      | Nintendo The Pokémon Company           |
| 2009  | Pokémon Or HeartGold et Argent SoulSilver           | Nintendo DS                                      | Nintendo The Pokémon Company           |
| 2010  | Pokémon Noir et Blanc                               | Nintendo DS                                      | Nintendo The Pokémon Company           |
| 2012  | Pokémon Noir 2 et Blanc 2                           | Nintendo DS                                      | Nintendo The Pokémon Company           |
| 2012  | Rhythm Hunter: HarmoKnight                          | Nintendo 3DS                                     | Nintendo                               |
| 2013  | Pocket Card Jockey                                  | Nintendo 3DS iOS Android                         | Game Freak                             |
| 2013  | Pokémon X et Y                                      | Nintendo 3DS                                     | Nintendo The Pokémon Company           |
| 2014  | Pokémon Rubis Oméga et Saphir Alpha                 | Nintendo 3DS                                     | Nintendo The Pokémon Company           |
| 2015  | Tembo the Badass Elephant                           | PlayStation 4 Xbox One Windows                   | Sega                                   |
| 2016  | Pokémon Soleil et Lune                              | Nintendo 3DS                                     | Nintendo The Pokémon Company           |
| 2017  | Giga Wrecker                                        | Windows                                          | Game Freak                             |
| 2017  | Pokémon Ultra-Soleil et Ultra-Lune                  | Nintendo 3DS                                     | Nintendo The Pokémon Company           |
| 2018  | Pokémon Quest                                       | Nintendo Switch iOS Android                      | Nintendo The Pokémon Company           |
| 2018  | Pokémon Let's Go, Pikachu et Let's Go, Évoli        | Nintendo Switch                                  | Nintendo The Pokémon Company           |
| 2019  | Giga Wrecker Alt.                                   | Nintendo Switch PlayStation 4 Xbox One           | Rising Games                           |
| 2019  | Little Town Hero                                    | Nintendo Switch PlayStation 4 Windows Xbox One   | Game Freak                             |
| 2019  | Pokémon Épée et Bouclier                            | Nintendo Switch                                  | Nintendo The Pokémon Company           |
| 2022  | Légendes Pokémon : Arceus                           | Nintendo Switch                                  | Nintendo The Pokémon Company           |
| 2022  | Pokémon Écarlate et Violet                          | Nintendo Switch                                  | Nintendo The Pokémon Company           |
| 2023  | Pocket Card Jockey: Ride On!                        | Nintendo Switch iOS macOS                        | Game Freak                             |
| 2024  | Pandoland                                           | iOS Android                                      | WonderPlanet                           |
| 2025  | Légendes Pokémon : Z-A                              | Nintendo Switch Nintendo Switch 2                | Nintendo The Pokémon Company           |
| 2026  | Beast of Reincarnation                              | PlayStation 5 Windows Xbox Series                | Fictions Inc                           |
| 2026  | Pokémon Champions (en support de The Pokémon Works) | Nintendo Switch iOS Android                      | Nintendo The Pokémon Company           |